# William R. D. Fairbairn

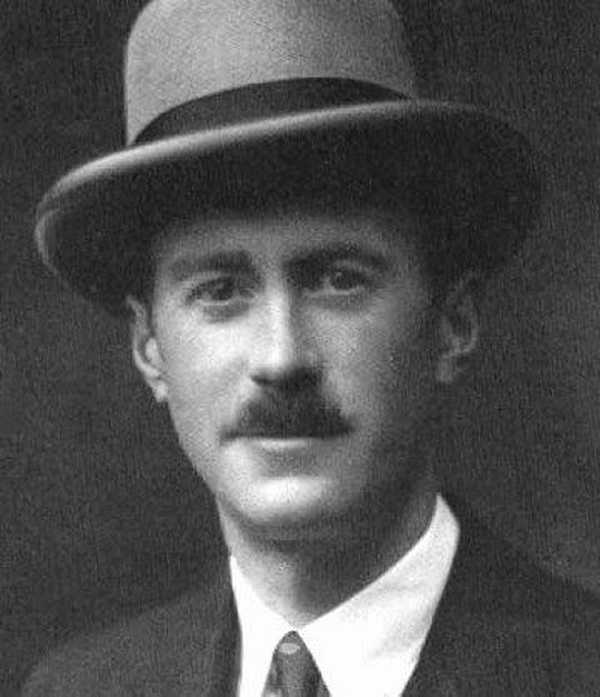
William Ronald Dodds Fairbairn

William Ronald Dodds Fairbairn (* 11. August 1889 in Edinburgh; † 31. Dezember 1964 ebenda) war ein britischer Psychoanalytiker und Pionier der Objektbeziehungstheorie.

## Leben
Sein Vater, Thomas Fairbairn (1854–1925), war ein strenggläubiger Presbyterianer, der sich, wie William Fairbarn selbst, sein Leben lang als gläubiger Christ verstand. Für seine Mutter Cecilia Leefe (1854–1946) war er ihr einziges Kind.
Fairbairn studierte an der Universität Edinburgh Philosophie, danach in Kiel, Straßburg und Manchester Theologie und Altgriechisch, zunächst mit dem Ziel, Geistlicher zu werden. Nach Ausbruch des Ersten Weltkriegs trat er 1915 der Royal Artillery bei. Zunächst in Edinburgh stationiert, lernte er in einem dortigen Krankenhaus erstmals Kriegsneurosen kennen sowie die Anwendung psychoanalytischer Behandlungstechniken. 1917 nahm er als Leutnant unter anderem an der Offensive unter Kommandeur Allenby in Palästina teil. Nach dem Krieg studierte er Medizin und unterzog sich ab 1921 einer eigenen Analyse, worauf er 1925 als Psychoanalytiker zu praktizieren begann.
1926 heiratete er Mary Ann More Gordon (1901–1952) und gründete eine Familie. 1929 promovierte er über Die Beziehung von Dissoziation und Verdrängung. Von 1927 bis 1935 unterrichtete Fairbairn Psychologie an der Universität Edinburgh. Aufgrund seiner Veröffentlichungen wurde er 1931 assoziiertes Mitglied der British Psychoanalytical Society, 1944 Vollmitglied. Seit 1931 war er Fellow der Royal Society of Edinburgh. 1935 beendete er seine Dozentur an der Universität aufgrund von Differenzen mit seinen Fachkollegen und konzentrierte sich auf seine psychoanalytische Praxis, war aber weiterhin auch in verschiedenen Krankenhäusern als Psychiater tätig.
Fairbairn arbeitete mit sexuell missbrauchten Kindern und während des Zweiten Weltkrieges mit Soldaten, die auf die Entbehrung ihrer familiären Umgebung mit Depressionen reagierten. Dadurch, dass er zeit seines Lebens in Edinburgh blieb, stand er abseits der in London geführten Auseinandersetzungen, die zu Beginn der 1940er Jahre die Anhänger Anna Freuds und diejenigen Melanie Kleins entzweiten. Seine eigenen, einen dritten Standpunkt begründenden Arbeiten wurden zu dieser Zeit noch kaum wahrgenommen, sondern erst, als er seine Aufsätze 1952 in Buchform veröffentlichte. Damals formulierte Winnicott: „if only Fairbairn didn't knock Freud …“
In seinen letzten Lebensjahren litt er zunehmend unter Depressionen und der Parkinson-Krankheit.

## Theorie
Fairbairn setzte sich von seinen ersten Veröffentlichungen an mit der Freud’schen Triebtheorie auseinander. Als er Mitte der 1930er Jahre die Schriften Melanie Kleins kennenlernte, führte das allmählich zur Ausarbeitung seiner eigenen, sowohl von der Freuds wie auch von der Melanie Kleins abweichenden Position, mit der er die „mittlere“ oder „unabhängige“ Gruppe innerhalb der britischen Psychoanalyse begründen sollte – wobei sich „mittlere“ auf die Einordnung zwischen den Anhängern Kleins und Anna Freuds bezieht.
Sigmund Freud zufolge wird das Verhalten des Individuums von Trieben gesteuert, die eine Spannung erzeugen, welche auf Abfuhr drängt. Fairbairn postulierte demgegenüber, dass das Kleinkind von Anfang an auf andere Menschen, die primären Bezugspersonen, bezogen ist und hier über eine realistische Wahrnehmung verfügt; seine innere Welt gestaltet sich als Reaktion auf die Erfahrungen mit den äußeren Beziehungen. Fairbairn sprach in diesem Zusammenhang von der „Suche des Menschen nach dem Objekt“, welche die grundlegende Motivation darstelle, d. h. das Ziel, enge Beziehungen aufzubauen, ist für ihn der grundlegende Antrieb menschlichen Verhaltens und nicht die Triebabfuhr wie bei Freud. Damit entfernte er sich deutlich von der Triebtheorie Freuds und Kleins. Triebabfuhr dient unter diesem Gesichtspunkt dazu über diesen „Kanal“ das Objekt zu erreichen. Sexuelle Störungen sind unter diesem Blickwinkel Folge misslungener primärer Objektbeziehungen.
Indem er die frühe Abhängigkeit des kleinen Kindes an die Stelle des Freud’schen Primats der Sexualität setzte, schloss Fairbairn sich der Position Melanie Kleins an. Er grenzte sich jedoch von ihr ab, indem er der äußeren realen Beziehung den Vorrang gab vor den Phantasien und Trieben des Kindes, die für Klein, in der Form von Liebe und Hass, weiterhin primär sind.
Erst die übermäßige Enttäuschung der Bedürfnisse des kleinen Kindes nach Zuwendung und Anerkennung führt zur Ausbildung einer inneren Welt, in der sowohl die „Schlechtigkeit“ der Bezugsperson wie auch ihre eventuelle Überfürsorglichkeit durch innere Objekte repräsentiert werden: Es bildet sich eine innerpsychische Struktur (endopsychische Situation) mit einer inneren Spaltung, die allgemein, aber in ihrer Ausprägung je nach Erfahrung und Anlage unterschiedlich stark ist. Die in der äußeren Realität unerfüllten Bedürfnisse und Enttäuschungserlebnisse werden mit den entsprechenden Ichanteilen und Objekten abgespalten und verdrängt:
- Aus dem ursprünglich ungeteilten Ich wird das libidinöse Ich, das eng mit dem libidinösen Objekt verbunden ist, abgesondert. Im libidinösen Ich sind alle Beziehungserfahrungen mit den unerfüllten Gefühlen und Sehnsüchten nach vollständiger Liebe und paradiesischer Innigkeit lokalisiert.
- Außerdem wird das antilibidinöse Ich oder der innere Saboteur mit dem korrespondierenden zurückweisenden Objekt, das voller Enttäuschungswut und Hass ist, abgespalten und verdrängt.
- Es verbleibt das zentrale Ich, das mit dem Idealobjekt oder besser mit dem akzeptierenden Objekt verbunden ist.

Der Vorteil der Spaltung und Verdrängung besteht darin, dass das bedürftige Kind sich schon sehr früh auf seine primären Objekte einstellen und sich diesen anpassen kann, was letztlich zum Überleben notwendig ist, jedoch zu dem hohen Preis einer inneren Spaltung, die einem „inneren Bürgerkrieg“ entspricht. So erlebt es nicht „die Mutter ist schlecht“, sondern das Kind fühlt sich selbst minderwertig und schlecht und weiß dabei überhaupt nicht warum. Im ungünstigen Fall, dem schizoiden Zustand, fühlt es sich leer und alles ist sinnlos. In der weiteren Entwicklung wird durch die Abwehrtechniken des Übergangsstadiums (paranoide, phobische, zwanghafte, hysterische Technik und durch die moralische Abwehr) dieser schizoide Zustand abgewehrt.
Die Bedeutung von Fairbairns Ansatz für das Verständnis von Opfern sexuellen Missbrauchs, aber auch der instabilen Beziehungsgestaltung bei Patienten mit einer Borderline-Persönlichkeitsstörung, wurde in den letzten Jahrzehnten zunehmend erkannt.
Stephen A. Mitchell sah Fairbairns objektbeziehungstheoretischen Ansatz als bedeutsam für die Entwicklung der Relationalen Psychoanalyse, also des beziehungstheoretischen Ansatzes innerhalb der psychoanalytischen Theorie, welche sich mit der wechselseitigen Bedingtheit menschlicher Beziehungen, auch in der Therapie, befasst.

## Werke (Auswahl)
- Englischsprachige (Original-)Ausgaben:

- Psychoanalytic Studies of the Personality. Originalausg., Tavistock Publications in association with Routledge & Kegan Paul, London 1952; sowie: Nachdruck, Taschenbuchausg., Routledge, London 1994, ISBN 0-415-10737-7.
- From Instinct to Self. Selected Papers of W. R. D. Fairbairn. Vol. 1, Clinical and Theoretical Papers. Hrsg.: David E. Scharff, Ellinor Fairbairn Birtles, Verleger: Jason Aronson, Northvale (New Jersey/USA) 1994, ISBN 1-56821-080-9. (1. Teilband)
- From Instinct to Self. Selected Papers of W. R. D. Fairbairn. Vol. 2, Applications and Early Contributions. Hrsg.: Ellinor Fairbairn Birtles, David E. Scharff, Verleger: Jason Aronson, Northvale (New Jersey/USA) 1994, ISBN 1-56821-251-8. (2. Teilband)

- Deutsche Ausgaben (Übersetzungen):

- Das Selbst und die inneren Objektbeziehungen. Eine psychoanalytische Objektbeziehungstheorie / William Ronald Dodds Fairbairn. Psychozial-Verlag, Gießen 2000 (= Reihe: Bibliothek der Psychoanalyse), ISBN 3-89806-022-5. (dt. Übersetzung; engl. Originaltitel angegeben als: Psychoanalytical studies of the personality) (Ausgabe der wichtigsten Aufsätze, enthält auch mehrere nach 1952 entstandene Arbeiten)